# Neptunea cumingii
Neptunea cumingii is een slakkensoort uit de familie van de Buccinidae. De wetenschappelijke naam van de soort is voor het eerst geldig gepubliceerd in 1862 door Crosse.